# Tabea Rößner
Tabea Rößner (nascida em 7 de dezembro de 1966) é uma jornalista e política alemã da Aliança 90/Os Verdes que actua como membro do Bundestag desde 2009. Em 2019, ela concorreu sem sucesso como candidata do Partido Verde à prefeitura de Mainz.

## Juventude
Rößner nasceu em Sassenberg. Ela tornou-se membro dos Verdes em 1986 e estudou musicologia, história da arte e estudos de mídia na Universidade de Colónia e na Universidade Goethe de Frankfurt.

## Política
No Bundestag, Rößner é membro do Grupo Parlamentar de Amizade para as Relações com os Estados da Ásia Central (Cazaquistão, Quirguistão, Uzbequistão, Tadjiquistão, Turcomenistão) e do Grupo Parlamentar de Amizade para as Relações com os Estados do Sul da Ásia (Afeganistão, Bangladesh, Butão, Maldivas, Nepal, Paquistão e Sri Lanka). Ela também é membro suplente da delegação alemã à Assembleia Parlamentar do Conselho da Europa (PACE) desde 2018, onde actua na Comissão de Cultura, Ciência, Educação e Mídia e na Subcomissão de Cultura, Diversidade e Herança.

## Outras actividades
- Antenne Mainz, membro do Conselho de Radiodifusão
- Mainzer Stadtwerke, membro do Conselho de Supervisão[4]
- Agência Federal de Redes de Eletricidade, Gás, Telecomunicações, Correios e Ferrovias (BNetzA), Membro do Conselho Consultivo
- Haus der Geschichte, Membro do Conselho de Curadores (desde 2009)
- Federação Alemã para o Meio Ambiente e Conservação da Natureza (BUND), Membro
- Greenpeace, Membro
- Sindicato dos Serviços Unidos da Alemanha (ver.di), membro

## Vida pessoal
Rößner é casada com o advogado Karl-Eberhard Hain e tem dois filhos de um relacionamento anterior.